# Droit mozambicain
Le droit mozambicain est le droit appliqué au Mozambique depuis l'indépendance du Portugal le 25 juin 1975.

## Sources du droit

### Constitution
L'article 2(3) dispose que l’État se soumet à la Constitution. Les normes constitutionnelles prévalent sur les autres normes de l'ordre juridique interne.

### Traités et accords internationaux
L'article 18 dispose que les traités et accords internationaux régulièrement approuvés et ratifiés entrent en vigueur après leur publication et leur application par l’autre partie. 
Les normes de droit international transposée dans l'ordre juridique interne ont la même valeur que les normes juridiques internes adoptées par l’Assemblée et le gouvernement, conformément à la forme de réception adoptée.

### Législation
L'article 169(1) de la Constitution dispose que le pouvoir législatif est conféré à l'Assemblée de la République.
L'article 179(1) dispose que l'Assemblée légifère dans les questions basiques de politique interne et externe du pays. L'article 179(2) dispose que le domaine de la loi comprend : l’approbation des lois constitutionnelles, l'approbation des frontières de l’État, les limites de divisions territoriales, l'approbation et la dénonciation des traités qui tombent dans son domaine de compétence, l’organisation des référendums en matière de question d'intérêt national, suspendre ou limiter les garanties constitutionnelles en cas d'état de siège ou d'état d'urgence, ratifier la nomination du président du tribunal suprême, du président du Conseil constitutionnel et du président du tribunal administratif et du vice-président du tribunal suprême, délibérer sur le programme du gouvernement, délibérer sur les rapports d'activité du Conseil des ministres, délibérer sur les grandes lignes du plan économique et social et d'organisation de l’État, définir la politique de défense et de sécurité, définir les bases de l'imposition et du système fiscal, autoriser le gouvernement à réaliser des opérations de crédits, définir les statuts des organes de souveraineté et des provinces, ratifier les décrets et les lois, ratifier et dénoncer les traités du Mozambique aux organisations internationales de défense, et accorder les amnisties ou rémission de peines.

### Décrets-lois
L'article 179(3) dispose que l'Assemblée peut autoriser le gouvernement à légiférer sous la forme de décrets-lois.

### Coutume
À l’époque coloniale, le système juridique et légal formel n'a été appliqué qu'aux zones urbaines. Par conséquent, la grande majorité des Mozambicains étaient gouverné par le droit coutumier local et administré par les autorités traditionnelles.
Peu après l’indépendance, la première loi organique sur les tribunaux juridiques, datant de 1978, créa quatre niveaux de cours : la Cour suprême, les cours provinciales, les cours de districts et les cours locales.
Les cours locales était supervisée et administrée par le ministère de la Justice et contrôlé par l'assemblée populaire locale. Les juges exerçant dans ces cours étaient élus par les communautés locales et rendraient leur décision conformément aux principes de l’équité, du sens commun et des valeurs locales.
Les cours locales sont régies par la Community Courts Law.

### Jurisprudence
Le Mozambique a un système judiciaire civiliste, par conséquent la législation est la principale source du droit. Par conséquent les décisions n'ont pas d'autorité contraignante, à l'inverse de la common law.
Les décisions importantes sont prises par le Tribunal suprême, qui est la juridiction suprême du pays.

## Organisation juridictionnelle
L'article 223(1) crée un ordre judiciaire et un ordre administratif.

### Ordre judiciaire
Les juridictions de l'ordre judiciaire décide en matières civiles et pénales dans tous les domaines non attribués aux autres cours.

#### Tribunaux de districts
Il y en a un par district (c'est-à-dire environ 130, bien que tous n’ai pas été créé).

#### Tribunaux provinciaux
Ils sont au nombre de 11 (un par province, sauf pour Maputo qui en compte deux pour la province et un pour la ville elle-même). Appelés Tribunais Judiciais de Província, ils sont divisés en plusieurs sections en matière civile, commerciale, du travail, et pénale qui décide en première instance au-delà d'un certain montant monétaire ou au-delà d'une certaine peine d’emprisonnement. Ils sont aussi l'organe de deuxième niveau par rapport aux tribunaux de district. Les décisions des tribunaux provinciaux font l’objet d'appel auprès des Cours d'appel.

##### Tribunaux du travail
Ils ont été créés par la loi 18/92 du 14 octobre 2012 mais ne sont pas encore mis en place. Cette fonction est actuellement exercée par les sections spécialisées des tribunaux provinciaux.

#### Cours d'appel
L'article 223(3) dispose la création de tribunaux supérieurs de recours par la loi. Depuis 2012, les Cours d'appel sont opérationnelles avec la nomination des premiers juges d'appel.  Elles ont été créées pour réduire le nombre de dossier transférés au Tribunal suprême.

#### Tribunal suprême
Le Tribunal suprême, situé à Maputo, a une juridiction nationale. Il se compose d'un président, d'un vice-président et d'un minimum de sept juges professionnels désignés par le président après consultation du Conseil supérieur de la magistrature.

### Ordre administratif

#### Tribunal administratif
Le tribunal administratif a été créé en 1992 comme juridiction supérieure de l’ordre administratif, fiscal, et coutumier.
Le tribunal contrôle la constitutionnalité et la légalité des décisions administratives de l'administration publique.

#### Cour coutumière
Les Tribunais Aduaneiros ont été créés par la loi 10/2001 du 7 juillet et a commencé à opérer un an après.

#### Tribunaux fiscaux
Les tribunaux fiscaux (Tribunais Fiscais) ont été créés en 2004 par la loi 2/2004 du 21 janvier. Ils sont au nombre de six.

## Sources

## Compléments